# フィカイン
フィカイン(Ficain、EC 3.4.22.3)またはフィシン(Ficin)は、イチジクのラテックスに由来する酵素である。パパイヤ由来のパパインやパイナップル由来のブロメリンと同じ、システインエンドペプチダーゼとして知られるプロテアーゼに分類される。多くの血液型の識別に最もよく用いられる物質の1つである。
イチジクの果皮や果皮のすぐ内側の白いパルプ質の部分を食べた時、火傷したような痛みや痒さを感じることが（特に果実が未熟な時に）よくある。これは果実のラテックスに含まれるフィカインのせいである。